# Alstroemeria longistyla
Alstroemeria apertiflora es una especie fanerógama, herbácea, perenne y rizomatosa perteneciente a la familia de las alstroemeriáceas. Se encuentra muy bien adaptado a los humedales del sureste y centro-oeste de Brasil. Es un geófito tuberoso y crece principalmente en el bioma tropical estacionalmente seco.